# إيلا رينز
إيلا رينز (بالإنجليزية: Ella Raines)‏ هي ممثلة أمريكية، ولدت في 6 أغسطس 1920 في الولايات المتحدة، وتوفيت في 30 مايو 1988 بشيرمان أوكس في الولايات المتحدة بسبب سرطان المريء.

## وصلات خارجية
- إيلا رينز على موقع IMDb (الإنجليزية)
- إيلا رينز على موقع قاعدة بيانات برودواي على الإنترنت (الإنجليزية)
- إيلا رينز على موقع قاعدة بيانات الأفلام السويدية (السويدية)
- إيلا رينز على موقع إن إن دي بي (الإنجليزية)
- إيلا رينز على موقع قاعدة بيانات الفيلم (الإنجليزية)